# Phan Bội Châu

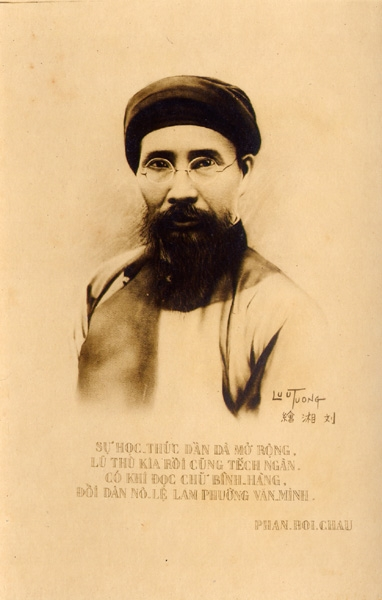
Phan Boi Chau, Portraitfotografie, 1940

Phan Bội Châu (* 26. Dezember 1867 in der Provinz Nghệ An; † 29. Oktober 1940 in Huế, Französisch-Indochina) war ein vietnamesischer nationalistischer Autor und Aktivist. Er gehörte zu den Führungsfiguren des sich Anfang des 20. Jahrhunderts gegen die französische Kolonialherrschaft formierenden vietnamesischen Nationalismus. Trotz geringer greifbarer Erfolge wurde er zu einer bekannten Symbolfigur des Widerstands gegen die französische Kolonialherrschaft in Französisch-Indochina.

## Herkunft und Werdegang
Phan Boi Chau wurde in der Provinz Nghệ An in eine Familie von Landbesitzern geboren. Zur Jahrhundertwende bestand er die Examina in der Hauptstadt und eine Karriere im Mandarinat erschien Phan Boi Chau vorgezeichnet. Phan entschied sich jedoch diesen traditionellen Karriereweg nicht einzuschlagen und widmete sich stattdessen der entstehenden nationalistischen Bewegung.

## Politischer Aktivismus
1903 gründete Phan Boi Chau mit der Unterstützung des reformorientierten Prinzen der Nguyễn-Dynastie Cuong De eine reformorientierte nationalistische Gesellschaft zur Modernisierung (Duy Tan Hoi). 1905 verlegte Phan Boi Chau seinen Wohnsitz nach Japan. Von dort aus schrieb er politische Traktate, in denen er seine Landsleute aufforderte, gegen die französischen Kolonialherren Widerstand zu leisten und sich den nationalistischen Organisationen im Exil anzuschließen. 1906 erreichte die Publikation Brief aus Übersee in Blut geschrieben. große Bekanntheit in Vietnam. Er wurde damit zu einem der führenden Vertreter der Bewegung von Japan als Modernisierungsvorbild zu lernen.
1908 musste er Japan verlassen und ließ sich im Kaiserreich China nieder. Hier hatte er Kontakt zu Sun Yat-sen, dessen Guomindang den Sturz des Kaiserreichs zugunsten einer Republik propagierte. Nach der Xinhai-Revolution 1911 strukturierte er seine Gesellschaft zur Modernisierung nach dem Muster der Guomindang um. Die nun Gesellschaft zur Wiederherstellung Vietnams (Viet Nam Quang Phuc Hoi) genannte Organisation versuchte erfolglos, Aufstände in der Kolonie zu organisieren. Phan Boi Chau wurde in China für drei Jahre inhaftiert. In den ersten Tagen seiner Haft verfasste er seine Autobiographie unter dem Titel Prison Notes. Gegen Ende des Ersten Weltkriegs resignierte Phan bezüglich der Erfolgsaussichten des bewaffneten Widerstands gegen die Franzosen. Phan Boi Chau änderte seine politische Linie infolgedessen und skizzierte die Möglichkeit einer Modernisierung seines Heimatlandes in Zusammenarbeit mit den französischen Kolonialherren.

## Strafverfolgung

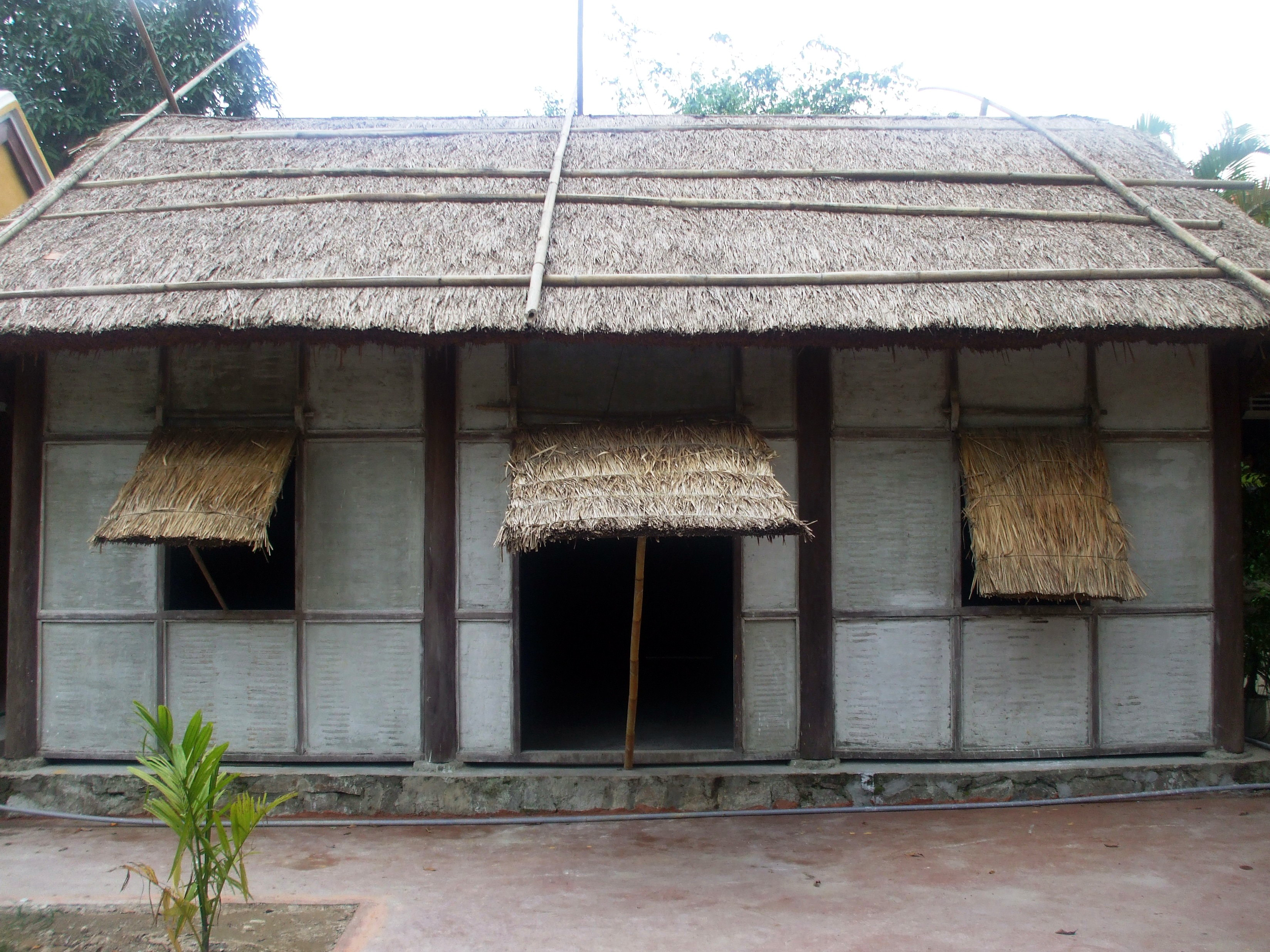
Wohnhaus von Phan Boi Chau in Hue, wo er 15 Jahre im Hausarrest verbringen musste

1925 wurde Phan Boi Chau von französischen Agenten in der internationalen Siedlung in Shanghai festgenommen und nach Hanoi verbracht. Dort wurde er von den Kolonialbehörden wegen Hochverrats angeklagt und verurteilt. Er verbrachte den Rest seines Lebens unter Hausarrest in Huế, wo er 1940 verstarb.

## Andenken
Phan Boi Chau erreichte als Wegbereiter des anti-kolonialen Nationalismus in Vietnam landesweite Bekanntheit. An seiner letzten Ruhestätte in Hue ist ihm ein Museum gewidmet. Seine Memoiren wurden unter dem Titel Eine Selbstkritik (Tu Phe Phan) 1957 in Hanoi veröffentlicht.